# Charles Millot (acteur)
 (février 2017).
Si vous disposez d'ouvrages ou d'articles de référence ou si vous connaissez des sites web de qualité traitant du thème abordé ici, merci de compléter l'article en donnant les références utiles à sa vérifiabilité et en les liant à la section « Notes et références ».
Pour les articles homonymes, voir Millot et Charles Millot.
Charles Millot (nom de scène de Veljko Milojevic), né le 23 décembre 1921 à Novi Pavljani (Croatie), et mort le 6 octobre 2003 dans le 15e arrondissement de Paris, est un acteur français d'origine yougoslave.

## Biographie
Après avoir été pensionnaire de la Comédie-Française entre 1951 et 1955, il est principalement connu pour son rôle dans Les Barbouzes, de Georges Lautner, où il joue Hans Müller, un faux psychanalyste allemand. On le voit aussi dans le film Le Train de 1964 aux côtés de Burt Lancaster, Michel Simon, Albert Rémy, Suzanne Flon et Jeanne Moreau.

## Filmographie

### Cinéma
- 1956 : OSS 117 n'est pas mort de Jean Sacha : Ralph
- 1960 : La Ligne de mire de Jean-Daniel Pollet
- 1961 : Les Révoltés du bagne (Der Teufel spielte Balalaika) de Leopold Lahola : Seidenwar
- 1962 : Les Ennemis d'Édouard Molinaro : Borghine
- 1962 : Arsène Lupin contre Arsène Lupin d'Édouard Molinaro : le 'docteur'
- 1962 : Le Gentleman d'Epsom de Gilles Grangier : le directeur du restaurant russe
- 1962 : L'Œil du Monocle de Georges Lautner : commissaire Matlov
- 1963 : Tante Aurore viendra ce soir : le policier standardiste
- 1963 : Les Tontons flingueurs : voix française de Venantino Venantini
- 1964 : Une ravissante idiote d'Édouard Molinaro : Fedor Alexandrovitch Balaniev
- 1964 : Requiem pour un caïd de Maurice Cloche : Mick
- 1964 : Le Train de John Frankenheimer : Pesquet
- 1964 : Les Barbouzes de Georges Lautner : Hans Müller
- 1965 : Passeport diplomatique agent K 8 de Robert Vernay
- 1965 : Compartiment tueurs de Costa-Gavras : Le médecin légiste
- 1966 : Le Solitaire passe à l'attaque de Ralph Habib : Vaecos
- 1966 : Un monde nouveau de Vittorio De Sica
- 1966 : La Religieuse de Jacques Rivette : monsieur Simonin
- 1966 : La Fantastique Histoire vraie d'Eddie Chapman (Triple Cross) de Terence Young
- 1967 : Trans-Europ-Express d'Alain Robbe-Grillet : Franck
- 1967 : La Nuit des généraux (The Night of the Generals) d'Anatole Litvak : Wionsczek
- 1967 : Peau d'espion d'Édouard Molinaro : Le joueur de poker
- 1967 : Bang-Bang de Serge Piollet
- 1968 : Mayerling de Terence Young : comte Taafe
- 1969 : Donator : François Yvette
- 1969 : La Bataille de la Neretva (Bitka na Neretvi) de Veljko Bulajic : Duc
- 1970 : Waterloo : Grouchy
- 1970 : La Promesse de l'aube (Promise at Dawn) de Jules Dassin : le directeur de film
- 1971 : Mourir d'aimer d'André Cayatte : le faux juge
- 1971 : U gori raste zelen bor
- 1972 : La Nuit bulgare de Michel Mitrani : le chef de la délégation bulgare
- 1973 : L’Affaire Crazy Capo de Patrick Jamain : Slavio
- 1974 : Marseille contrat (The Marseille contrat) de Robert Parrish : le majordome
- 1974 : Le Jeu avec le feu d'Alain Robbe-Grillet : un ravisseur
- 1975 : French Connection 2 de John Frankenheimer : Miletto
- 1975 : Le Futur aux trousses
- 1975 : Seljačka buna 1573 : Juraj Draskovic
- 1978 : Le Dernier Amant romantique
- 1978 : Vas-y maman : le réceptionniste de l'hôtel à Francfort
- 1978 : La Petite Fille en velours bleu : Tripot, un policier
- 1979 : L'Adolescente de Jeanne Moreau : Adrien, le maire
- 1979 : Liés par le sang (Bloodline) : commissaire Bloche
- 1980 : Tajna Nikole Tesle
- 1981 : Visoki napon : Rus
- 1981 : La Vengeance du faucon (Banovic Strahinja) : Plemic na dvoru Jug Bogdana
- 1981 : L'Ombre rouge : le père de Magda
- 1983 : Balles perdues : Mister Teufminn
- 1984 : Ujed andjela : Starac
- 1986 : Lien de parenté de Willy Rameau : Werner
- 1987 : Le Cri du hibou de Claude Chabrol : le directeur
- 1988 : Les Deux Fanfarons (Una Botta di vita) d'Enrico Oldoini
- 1991 : SAS : L'Œil de la veuve (Eye of the Widow) : Carlos
- 1994 : Priez pour nous de Jean-Pierre Vergne : l'homme russe

### Télévision
- 1957 : Énigmes de l'histoire (série télévisée) : Le deuxième chirurgien
- 1961 : L'Exécution de Maurice Cazeneuve
- 1963 : L'inspecteur Leclerc enquête de Maurice Cazeneuve (série télévisée) : Le jardinier russe
- 1966 : Rouletabille (série télévisée) : Galitch
- 1968 : Les Chevaliers du ciel (série télévisée) : Le concurrent commanditaire du sabotage du Mirage III (saison 1 ép. 9, 10, 11)
- 1969 : Fortune (série télévisée) : Parkenhem
- 1971 : Arsène Lupin (série télévisée) : Dautrec (épisode 3, saison 1 : Arsène Lupin contre Herlock Sholmès)
- 1972 et 1975 : Au théâtre ce soir (série télévisée) : Charlie / Shadoc
- 1973 : Graine d'ortie d'Yves Allégret (série télévisée)
- 1973 : Petite flamme dans la tourmente (téléfilm) : Le général
- 1973 : La Nuit des lilas (téléfilm) : Un officier allemand
- 1974 : Des lauriers pour Lila (série télévisée) : La silhouette noire
- 1974 : Les Flocons rouges (téléfilm) : Franz
- 1974 : À vous de jouer Milord (série télévisée) : L'ingénieur Bruyère
- 1975 : Les Rosenberg ne doivent pas dormir (téléfilm) : Hamy Gold
- 1974 : Les Brigades du Tigre, épisode La main noire de Victor Vicas : Dimitrijevitch
- 1974 : Les Cinq Dernières Minutes de Claude Loursais, épisode Les griffes de la colombe
- 1977 : Chapeau melon et bottes de cuir (The Avengers) (série télévisée) : Col. Stanislav
- 1978 : Émile Zola ou la Conscience humaine de Stellio Lorenzi (série télévisée) : Esterhazy
- 1980 : Le Labyrinthe de verre (téléfilm) : Le grand-père
- 1981 : Le Roman du samedi: L'agent secret (téléfilm) : Le premier secrétaire d'ambassade
- 1981 : Tovaritch (téléfilm) : Dimitri Gorotchenko
- 1983 : Les Nouvelles Brigades du Tigre de Victor Vicas, épisode La Grande Duchesse Tatiana de Victor Vicas : le général Koutiepov
- 1984 : Simon et Simon (série télévisée) : Inspecteur Charles Gilbert
- 1985 : Les Cinq Dernières Minutes, épisode Histoire d'os de Jean-Jacques Goron
- 1985 : Le Regard dans le miroir (série télévisée) : Endre
- 1987 : La Course à la bombe (Race for the Bomb) (téléfilm) : Otto Hahn
- 1987 : Napoléon et Joséphine (série télévisée) : Le pape
- 1988 : La grande évasion 2 - L'histoire enfin révélée (The Great Escape II: The Untold Story) (téléfilm) : Un barman
- 1988 : La Mort mystérieuse de Nina Chéreau (téléfilm) : Mathias
- 1989 : The Saint: The Blue Dulac (téléfilm) : Guy Pirène
- 1992 : Warburg, le banquier des princes (Warburg: A Man of Influence) (série télévisée) : Dr Karl Melchior

## Théâtre
- 1950 : Barabbas de Michel de Ghelderode, mise en scène Jean Le Poulain et Roger Harth, Théâtre de l'Œuvre
- 1953 : Six personnages en quête d'auteur de Luigi Pirandello, mise en scène Julien Bertheau, Comédie-Française
- 1961 : Va donc chez Thorpe de François Billetdoux, mise en scène Antoine Bourseiller, Studio des Champs-Elysées
- 1962 : Axël d'Auguste Villiers de l'Isle-Adam, mise en scène Antoine Bourseiller, Studio des Champs-Elysées
- 1962 : Dans la jungle des villes de Bertolt Brecht, mise en scène Antoine Bourseiller, Théâtre des Champs-Élysées
- 1963 : Les Parachutistes de Jean Cau, mise en scène Antoine Bourseiller, Studio des Champs-Elysées
- 1963 : Foudroyé d'Antoine Bourseiller, mise en scène de l'auteur, Théâtre des Champs-Élysées
- 1964 : La Dame de la mer d'Henrik Ibsen, mise en scène Sacha Pitoëff, Théâtre de l'Œuvre
- 1965 : L'Amérique de Max Brod d'après Franz Kafka, mise en scène Antoine Bourseiller, Odéon-Théâtre de France
- 1972 : Histoire d'un détective de Sidney Kingsley, mise en scène Jean Meyer, Théâtre des Célestins
- 1972 : Le Jour le plus court de Jean Meyer, mise en scène de l'auteur, Théâtre des Célestins
- 1974 : Les Bienfaits de la culture d'Alexis Nikolaïevitch Tolstoï, mise en scène Jean Meyer, Théâtre des Célestins
- 1979 : Tovaritch de Jacques Deval, mise en scène Jean Meyer, Théâtre des Célestins, Théâtre de la Madeleine
- 1980 : Maison de poupée de Henrik Ibsen, mise en scène Jean Meyer, Théâtre des Célestins
- 1981 : Mademoiselle de Jacques Deval, mise en scène Jean Meyer, Théâtre de la Michodière
- 1983 : Six personnages en quête d'auteur de Luigi Pirandello, mise en scène Jean Meyer,   Théâtre des Célestins

## Doublage
- 1959 : La Mort aux trousses : Leonard (Martin Landau)
- 1970 : Les Baroudeurs : Adam Dyer (Charles Bronson)
- 1977 : Croix de fer : le sergent Krüger (Klaus Löwitsch)
- 1979 : Bienvenue, mister Chance : Vladimir Skrapinov (Richard Basehart)